# Craigslist
Крейгсліст (англ. Craigslist, дослівно — каталог Крейга по імені засновника Крейга Ньюмарка) — сайт електронних оголошень, що має велику популярність серед американських користувачів інтернету. Крейгсліст виник в Сан-Франциско, США в 1995 році. Тоді ж творці сайту виявили потребу ринку в дешевому, швидкому і легкодоступному джерелі різноманітного роду оголошень.

## Історія
Спочатку основна маса електронних оголошень розміщувалася на сайті компанії за невелику плату. Цією послугою скористалися роботодавці і шукачі із Сан-Франциско. Поступово до них додалися оголошення про здачі площ в оренду, пізніше з'явилися оголошення про продаж і купівлю різного рухомого і нерухомого майна і, нарешті, оголошення особистого характеру, знайомства, різноманітні форуми і т. д. Виникла необхідність для створення цілого ряду категорій, які, своєю чергою, розбиваються за територіальною ознакою. Формат газети — електронний. Основна маса оголошень — безплатні. Головний офіс компанії розташований у Сан-Франциско. 
Для розміщення оголошення реєстрація не потрібна, за винятком деяких міст США. Тепер[коли?] сайт підтримує такі мови: англійська, голландська, данська, італійська, іспанська, німецька, норвезька, португальська, філіппінська, фінська, французька, шведська і турецька. Разом з тим, опублікувати оголошення можна будь-якою мовою. Запит з текстом оголошення відправляється на адресу зазначеної електронної пошти, після чого його необхідно підтвердити, натиснувши віртуальну кнопку «публікація». Після цього на оголошення відгукуються люди і посилають свої відповіді, але вашої адреси електронної пошти вони не дізнаються, поки ви не вирішите відповісти їм. Географічно Крейгсліст охоплює всі регіони планети, де є скільки-небудь істотний попит на електронні оголошення. Нові міста і регіони додаються шляхом запиту в редакції від користувачів.

## Фінанси та статистика
Сайт набирає дедалі більшої популярності, у тому числі в самих США. Загальне число індивідуальних відвідувачів за 2007 рік — 30 мільйонів осіб, що зробило сайт 56-м у світі за популярністю. Його оголошення охоплюють понад 450 міст світу. Загальний виторг за 2007 рік оцінюється в інтервалі від 10—30 млн доларів. 25 % акцій володіє інтернет-аукціон eBay.